# Pteria vitrea
Pteria vitrea är en musselart som först beskrevs av Reeve 1857.  Pteria vitrea ingår i släktet Pteria och familjen Pteriidae. Inga underarter finns listade i Catalogue of Life.